# Traktat bytomsko-będziński

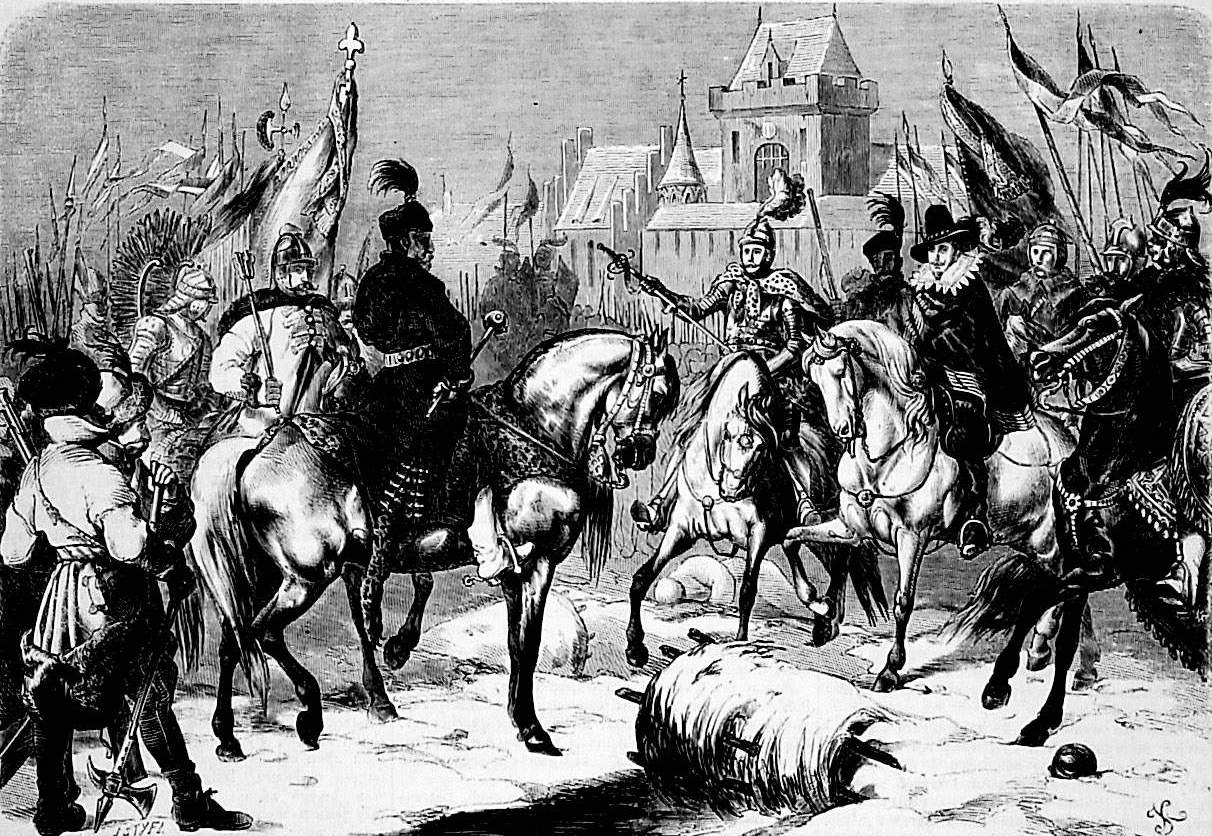
Maksymilian poddaje się Zamoyskiemu pod Byczyną

Traktat bytomsko-będziński – umowa pomiędzy Rzecząpospolitą a krajami habsburskimi podpisana 9 marca 1589 roku.
Na mocy traktatu Habsburgowie uznali Zygmunta III Wazę za króla Polski i wielkiego księcia Litwy. Kandydat Habsburgów do tronu polskiego Maksymilian miał zrzec się polskiego tytułu królewskiego.
Rozmowy pokojowe toczyły się na granicy śląskiej w polskim Będzinie i czeskim wówczas Bytomiu; delegacje przebywały zwykle po swoich stronach granicy. Ze strony polskiej prowadził je Andrzej Opaliński, razem z biskupem włocławskim Hieronimem Rozdrażewskim, Stanisławem Gostomskim, Januszem Ostrogskim i Janem Zamoyskim; dostojnikom habsburskim przewodniczyli Wilhelm z Rožemberku i biskup ołomuniecki Stanisław Pawłowski z Pawłowic. Kardynał Ippolito Aldobrandini (późniejszy papież Klemens VIII) był legatem papieskim i mediatorem. Cesarz Rudolf II miał wyrzec się układów z Carstwem Rosyjskim przeciw Rzeczypospolitej i Szwecji oraz zaprzestać popierania zwolenników Maksymiliana. Rzeczypospolitej miano zwrócić Lubowlę, która została zabrana podczas konfliktu. Ponadto cesarz obiecał nie mieszać się w wewnętrzne sprawy Polski i Litwy. Miała zostać odnowiona dawna przyjaźń. Strona polska obiecała także niezwłocznie wypuścić Maksymiliana, który dostał się do niewoli w bitwie pod Byczyną. Traktat został podpisany przez króla polskiego i cesarza oraz wszystkich władców państw habsburskich.
„W dniu 8 marca odbyła się długa narada polskiej delegacji, która miała trwać do północy, a po jej zakończeniu w nocy z 8 na 9 marca na zamku w Będzinie, w obecności kardynała Aldobrandiniego, komisarze polscy podpisali artykuły układu. W tym samym dniu swe podpisy pod tzw. traktatem bytomsko-będzińskim złożyli posłowie cesarscy. Na jego mocy arcyksiążę Maksymilian Habsburg zrzekł się tronu polskiego, Habsburgowie obiecali nie ingerować w sprawy Polski, zobowiązali się zwrócić Polsce Lubowlę, a także obiecali, że nie będą zawierać żadnych układów z Moskwą przeciwko Rzeczypospolitej i Szwecji.”
Formalności ze strony polskiej zostały dopełnione w terminie, ociągała się strona przeciwna. Maksymilian zrzekł się tytułu króla polskiego dopiero w 1598 r.